# Grenka pijača (Brouwer)
Grenka pijača, znana tudi kot Grenko zdravilo, je slika flamskega slikarja Adriaena Brouwerja, ustvarjena okoli 1636–1638. Podoba, naslikana v olju na hrast, je visoka 47,4 cm in široka med 35,2 cm in 35,5 cm. Upodablja mladega kmeta, ki po zaužitju tekočine skremži obraz v grimaso. Dejanska tema slike je predstavitev okusa kot enega izmed petih človeških čutov. Slika je od leta 1872 del zbirke Städel Art Institute v Frankfurtu na Majni.

## Opis slike
Slika prikazuje razpolovni portret mladega kmeta na sivo-rjavem ozadju. Njegova glava, obrnjena proti desnemu robu slike, je videti kot tričetrtinski pogled, telo pa je obrezano z levega in spodnjega roba slike. Oblečen je v sivo rjavo jakno, ki je na nekaterih mestih videti umazana ali ponošena. V zgornjem delu ga skupaj držijo trije gumbi. Izpod suknjiča se na ovratniku, rokavih in trebuhu vidi bela srajca, ki je že 'sivkasto umazana'. Na glavi nosi temno rjavo čepico, pod katero mu črni lasje kosmato padajo in pokrivajo ušesa. Kratka brada je vidna na obrazu okoli ust in ob strani. Umetnostna zgodovinarka Agnes Tieze opisuje celoten videz mladega kmeta kot »neurejen«.
Mladenič drži pred prsmi steklenico v desni roki, prsti leve roke držijo keramično posodo za pitje. Takšne pitnike so običajno uporabljali za zdravila, zato je vsebina stekleničke verjetno vsebovala zdravila. Moški izraz na obrazu s priprtimi očmi in široko odprtimi usti kaže, da je pravkar spil zdravilo. Morda globoko diha ali kriči svoje nezadovoljstvo. Za Agnes Tieze obraz kaže »čutno nelagodje«; direktor berlinskega muzeja Wilhelm von Bode je obrazno mimiko opisal kot »grozno grimaso«. Bode je tudi kritiziral: »Slog slikanja je premajhen za velikost, nanos barve je preveč suh.« Ta slog slikanja je bil kasneje hvaljen kot »ohlapna poteza s čopičem«, ki je primerna za poudarjanje obrazne mimike. Slika je označena z "AB" zgoraj desno.

## Okus kot vizualna tema
Adriaen Brouwer je znan po svojih upodobitvah kmečkih hiš in prizorov v gostilnah. Takšni večinoma prisrčni žanrski prizori so med slikarjevim življenjem uživali določeno priljubljenost v mestni družbi. Brouwerjev repertoar vključuje teme, kot so kadilske zabave, prizori operacij ali medsebojni spopadi obiskovalcev gostiln. Večkrat je prikazal ljudi z grobo mimiko, na primer na sliki Mladenič se pači (National Gallery of Art, Washington, D.C.). Vzorec za upodobitev človeka s široko odprtimi usti bi lahko bila slika Zehajoči človek Pietra Bruegla starejšega. Brouwer je morda videl sliko v zbirki Petra Paula Rubensa v Antwerpnu ali pa jo je poznal po grafiki, ki temelji na sliki Lucasa Vorstermana. V obeh Rubensovih in Brouwerjevih slikah dejanska tema niso žanrski prizori, temveč reprezentacija enega samega afekta. V Grenki pijači Brouwer opisuje reakcijo na človekovem obrazu, ki jo je povzročilo zdravilo, ki ga je vzel – slab okus je razviden iz izraza na njegovem obrazu.
Čutne zaznave gledanja, okušanja, tipanja, sluha in vonjanja so bile v nizozemski umetnosti vedno znova obravnavane kot vizualna tema. V 16. stoletju se pet čutov pojavlja večinoma kot grafične podobne sekvence, v začetku 17. stoletja pa najdemo tovrstne slikovne cikle tudi v slikarstvu. Vendar čutnih zaznav ni bilo nujno implementirati kot zaporedje podob; Kot samostojni motivi se pojavljajo tudi posamezna čutila. V Grenkem napoju je Brouwer prevzel občutek okusa kot vizualno temo. To je bilo običajno prikazano skozi uživanje v okusni hrani; slab okus je »popolnoma nova in samosvoja slikovna tema«.
- Adriaen Brouwer:
Mladenič se pači
ok. 1632–1635
- Pieter Breughel d. Ä.:
Zehajoči človek
Lucas Vorsterman

## Izvor
Najzgodnejši zanesljivi dokaz o sliki Grenka pijača sega v leto 1777, ko je bila 23. septembra skupaj z zbirko Jacquesa Clemensa prodana na dražbi pri trgovcu Gimblet & Frères v Gentu. Slika je verjetno ostala neprodana, saj jo je Gimblet & Frères 21. junija 1779 ponovno ponudil kot del zbirke Jacquesa Clemensa. Slika je nato vstopila na angleški umetniški trg: leta 1821 je bila na dražbi v Londonu z zbirko Johna Webba, leta 1831 je bila del zbirke Georgea Jamesa Cholmondeleyja, leta 1848 je bila del zbirke Edwarda Williama Lakea in leta 1851 je bila prodana pri Christie's z zbirko Williama Theobalda na dražbi. Leta 1872 je sliko ponudil londonski trgovec z umetninami Farrer, od katerega jo je za Frankfurter Kunstverein sprva kupil kasnejši städelski inšpektor Georg Kohlbacher. Slika je končno vstopila v zbirko Städel Art Institute 11. aprila 1872 za 2000 guldnov.